# Vicq-sur-Gartempe
Vicq-sur-Gartempe település Franciaországban, Vienne megyében. Lakosainak száma 656 fő (2022. január 1.). Vicq-sur-Gartempe Néons-sur-Creuse, Yzeures-sur-Creuse, Angles-sur-l’Anglin, Pleumartin, La Roche-Posay és Saint-Pierre-de-Maillé községekkel határos.

## Népesség
A település népessége az elmúlt években az alábbi módon változott:
| Lakosok száma | 672  | 634  | 624  | 615  | 613  | 607  | 625  | 641  | 656  |
|               | 2013 | 2015 | 2016 | 2017 | 2018 | 2019 | 2020 | 2021 | 2022 |